# Стрибки з трампліна на зимових Олімпійських іграх 1924
Змагання з стрибків з трампліна на зимових Олімпійських іграх 1924 року в Шамоні проходили на трампліні Олімпійська гора біля підніжжя Монблану між 4 лютого 1924 року. 

## Медалісти
| Вид      | Золото                      | Срібло                 | Бронза              |
| -------- | --------------------------- | ---------------------- | ------------------- |
| Чоловіки | Якоб Туллін Тамс · Норвегія | Нарве Бонна · Норвегія | Андерс Гауген · США |

## Підсумковий залік
Переможцем став норвежець Якоб Туллін Тамс, який через дванадцять років отримав срібні нагороди на літній Олімпіаді в Берліні у змаганнях з вітрильного спорту. Таким чином ставши другим спортсменом, після американця Едді Ігана, котрий ставав призером літніх та зимових Олімпіад у двох різних видах спорту. З врученням бронзових нагород пов'язаний один з найбільш курйозних і в той же час драматичних епізодів в історії олімпійського руху. Спочатку Торлейф Геуг був оголошений бронзовим призером, але майже через 40 років після Олімпіади інший норвезький спортсмен, Торальф Стремстад, звернувся до дослідника Якоба Вога, стверджуючи, що Геугу помилково присвоїли бронзову медаль у стрибках з трампліна. Якоб Вог виявив помилку у суддівських протоколах, в результаті чого Геуг став четвертим, а бронзовим медалістом став американець норвезького походження Андерс Гауген. Бронзова медаль була передана 86-річному Гаугену, дочкою Геуга (так як сам Геуг до того часу був давно мертвий) 12 вересня 1974 року на спеціально організованої церемонії в Осло.
| Place | Ski jumper                   | Total  |
| ----- | ---------------------------- | ------ |
| 1     | Якоб Туллін Тамс (NOR)       | 18.960 |
| 2     | Нарве Бонна (NOR)            | 18.680 |
| 3     | Андерс Гауген (USA)          | 17.910 |
| 4     | Торлейф Геуг (NOR)           | 17.819 |
| 5     | Ейнар Ландвік (NOR)          | 17.521 |
| 6     | Аксель-Герман Нільссон (SWE) | 17.146 |
| 7     | Менотті Якобссон (SWE)       | 17.083 |
| 8     | Александр Жірар-Білль (SUI)  | 16.793 |
| 9     | Нільс Лінд (SWE)             | 16.737 |
| 10    | Франц Венде (TCH)            | 16.480 |
| 11    | Суло Яаскеляйнен (FIN)       | 16.418 |
| 12    | Нільс Сунд (SWE)             | 16.397 |
| 13    | Тууре Неймінен (FIN)         | 16.262 |
| 14    | Лемуан Батсон (USA)          | 16.200 |
| 15    | Клебер Бальма (FRA)          | 15.500 |
| 16    | Гаррі Лієн (USA)             | 14.917 |
| 17    | Луїджі Фауре (ITA)           | 14.010 |
| 18    | Петер Шмідт (SUI)            | 13.437 |
| 19    | Маріо Кавалла (ITA)          | 12.605 |
| 20    | Карел Колдовський (TCH)      | 12.501 |
| 21    | Анджей Кшептовський (POL)    | 12.458 |
| 22    | Жильбер Раванель (FRA)       | 12.397 |
| 23    | Ганс Ейденбенз (SUI)         | 10.313 |
| 24    | Ксавер Аффентангер (SUI)     | 7.813  |
| 25    | Мартіал Пайот (FRA)          | 7.355  |
| 26    | Йозеф Бім (TCH)              | 2.333  |
| —     | Луїс Альберт (FRA)           | DNF    |

## Країни-учасниці
У загальній складності у змаганнях брали участь 27 спортсменів з дев'яти країн:
- Чехословаччина (3)
- Фінляндія (2)
- Франція (4)
- Італія (2)
- Норвегія (4)
- Польща (1)
- Швеція (4)
- Швейцарія (4)
- США (3)